# Kvalsund (Møre og Romsdal)
Kvalsund ist eine Ortschaft in der norwegischen Kommune Herøy in der Provinz (Fylke) Møre og Romsdal. Der Ort hat 597 Einwohner (Stand: 1. Januar 2024).

## Geografie
Kvalsund ist ein sogenannter Tettsted, also eine Ansiedlung, die für statistische Zwecke als eine städtische Siedlung gewertet wird. Der Ort liegt im Südosten der Insel Nerlandsøya an der Meerenge Søre Vaulen. Ihr gegenüber liegt die Bergsøya.

## Geschichte
Bei Kvalsund wurden 1920 zwei Wikingerschiffe gefunden, die nach der Ortschaft Kvalsund-Schiff und Kvalsundfæring genannt werden. Die Ausgrabungen wurden von Haakon Shetelig geleitet.

## Wirtschaft und Verkehr
Von Kvalsund aus führt eine Straßenbrücke auf die Bergsøya, von wo Brücken und Tunnel auf die weiteren größeren Inseln der Kommune Herøy führen. Für die lokale Wirtschaft ist die Fischerei von größerer Bedeutung.